# 11334 Rio de Janeiro
A 11334 Rio de Janeiro (ideiglenes jelöléssel 1996 HM18) a Naprendszer kisbolygóövében található aszteroida. Eric Walter Elst fedezte fel 1996. április 18-án.